# Capital sexual

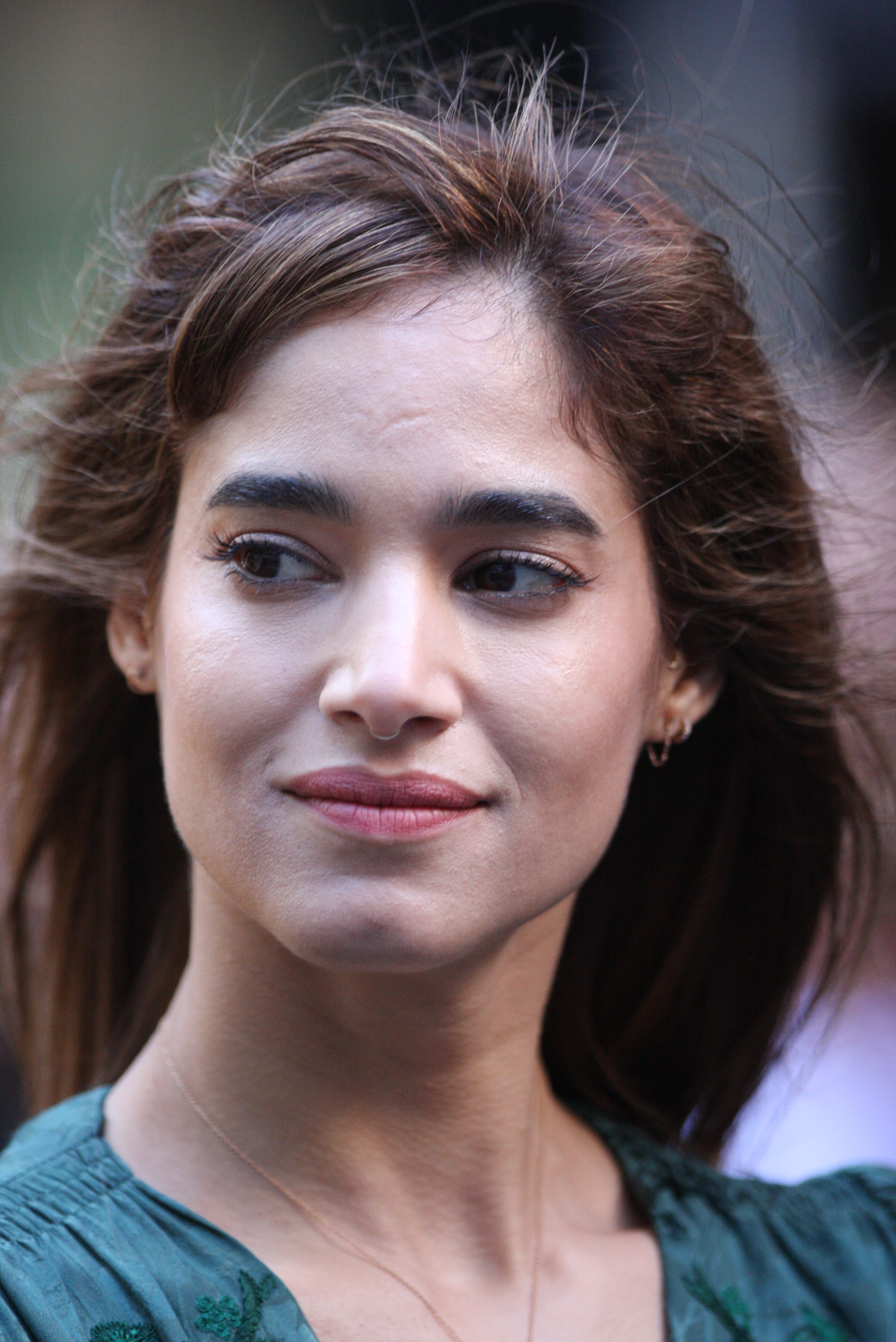
La actriz y bailarina argelina, Sofia Boutella.

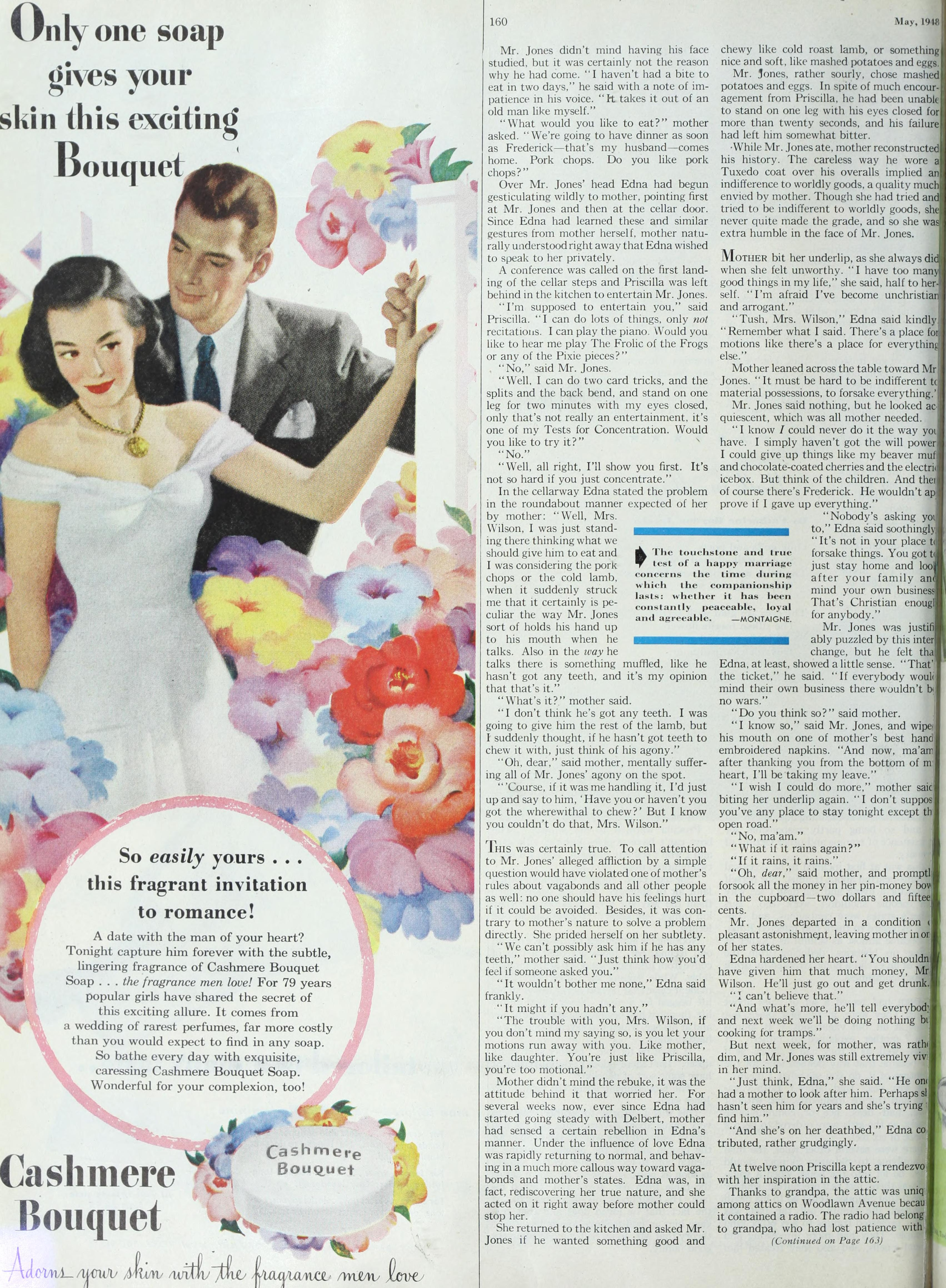
The Ladies' home journal (1948).

El capital sexual o capital erótico es el valor social que un individuo o grupo acumula, como resultado de su atractivo sexual. Al igual que con otras formas de capital, el capital sexual es convertible y puede ser útil para adquirir otras formas de capital, incluido el capital social y el capital económico.

## Orígenes
El término capital erótico fue utilizado por primera vez por la socióloga británica Catherine Hakim a principios de la década de los 2000. Hakim lo definió como algo separado y basado en los conceptos del capital económico, cultural y social del sociólogo francés Pierre Bourdieu.  Ella dice que el capital erótico es independiente del origen de clase y, por lo tanto, permite la movilidad social, y argumenta que esto hace que el capital erótico sea socialmente subversivo, lo que hace que las estructuras de poder prevalecientes se devalúen y traten de suprimirlo. En la manosfera, el término valor de mercado sexual o su abreviatura SMV se usa a menudo.

## Definición

### Económica
Una definición relacionada con la economía se basa en la teoría del capital humano de Gary Becker y predice que las personas invierten racionalmente para mostrar su atractivo sexual cuando pueden esperar un retorno de sus inversiones. Esto lo define como una forma de capital sanitario que es en sí misma una forma de capital individual.

### Sociología
La definición sociológica se basa en la idea de campos de Bourdieu. Esta definición se basa en el concepto de capital de Bourdieu. Green define el capital sexual como algo que le corresponde a un individuo o grupo debido a la calidad y cantidad de atributos que posee y que provocan una respuesta erótica en otro, incluida la apariencia física, el afecto y los estilos socioculturales. Algunos de estos atributos pueden ser inmutables, como la raza o la altura de un individuo, mientras que otros pueden adquirirse a través del entrenamiento físico, o artificialmente, mediante cirugía plástica o un cambio de imagen, etc. No hay una sola forma hegemónica de capital erótico (sexual). Por el contrario, los aspectos del capital son bastante variables, adquiriendo un estatus hegemónico en relación con las preferencias eróticas de grupos sociales altamente especializados que distinguen un campo sexual de otro. Es importante destacar que esto significa que el capital erótico se concibe mejor como una propiedad de un ámbito y no como una forma individual de capital.Una segunda definición es desarrollada por Hakim, que trata el capital erótico como el cuarto activo personal. Esta definición es una combinación multifacética de atractivo físico y social que va más allá del atractivo sexual que es el foco de la perspectiva de los "campos".  A diferencia de la concepción del capital sexual de Green, el capital erótico de Hakim es un capital individual sin un referente necesario para un ámbito.
En el último libro de Daniel Hamermesh, Beauty Pays, se proporciona una amplia evidencia de apoyo para el concepto de capital sexual, definido como belleza, atractivo físico y buena apariencia, donde revisa la evidencia de la investigación sobre los beneficios económicos de ser atractivo en todos los contextos, incluyendo la educación superior, la política, las ventas y marketing, y la interacción social cotidiana. Hamermesh asume que estos beneficios económicos se deben a una discriminación injusta, una posición que toma del nuevo libro de Deborah Rhode, Beauty Bias, una crítica feminista de los beneficios sociales que se acumulan para las personas atractivas y las desventajas que experimentan las personas poco atractivas, particularmente los obesos. 

## Importancia
Catherine Hakim sostiene que el capital erótico importa más allá del campo sexual y más allá de las relaciones privadas. Su investigación sugiere que el capital erótico es importante en los campos de los medios, la política, la publicidad, los deportes, las artes y en la interacción social cotidiana, y consta de seis elementos:
1. Belleza
2. Atractivo sexual
3. Atractivo social
4. Vivacidad y energía
5. Presentación
6. Sexualidad

La teoría del capital erótico de Catherine Hakim sostiene que el capital erótico es un cuarto activo personal importante, junto con el capital económico, el capital cultural / humano y el capital social; que el capital erótico es cada vez más importante en las sociedades modernas ricas; que las mujeres generalmente tienen más capital erótico que los hombres, y que el capital erótico tiene beneficios y privilegios sociales que benefician al género femenino. Esta definición de capital erótico ha sido cuestionada por algunos sociólogos que rechazan la idea de que el capital erótico / capital sexual es algo que los individuos poseen, como una cartera portátil de recursos, sin un vínculo implícito con el campo sexual particular en el que tales características se consideran deseables ( Para más información, ver Green, Adam Isaiah, 2013.  "El capital erótico y el poder de la deseabilidad: por qué 'Honey Money' es una mala estrategia colectiva para remediar la desigualdad de género".  Sexualidades 16: 137-158). 
El capital sexual puede estar relacionado con la salud sexual y mental, como cuando los individuos con bajo capital sexual muestran una capacidad reducida para hablar o negociar el uso del condón con una pareja que posee mayor capital erótico y desarrollan estados emocionales negativos como consecuencia de sentirse poco atractivos.
En términos teóricos más amplios, el capital sexual es importante para la teoría social en la medida en que es uno entre otros tipos de capital, incluido el capital social, el capital simbólico y el capital cultural, que influyen en el estado que se otorga a los miembros individuales de la sociedad en general. El capital sexual es convertible a otras formas de capital, como cuando los actores depositan capital sexual en capital financiero o capital social (por ejemplo, Marilyn Monroe ), o cuando los empleados atractivos obtienen aumentos y conexiones sociales al atraer más clientes en virtud de su apariencia.

## Raza
Varios estudios sugieren que el capital sexual está estrechamente asociado con la raza o los estereotipos raciales del atractivo sexual. Algunos estudios muestran una relación más compleja entre el capital erótico y la raza. Por ejemplo, a algunos hombres negros se les otorga un alto estatus sexual porque apelan a las fantasías de algunos hombres blancos homosexuales. Susan Koshy argumenta que las mujeres asiáticas han ganado capital sexual en Occidente a través de relatos glamurosos de las relaciones sexuales entre hombres occidentales y mujeres asiáticas en los medios y las artes. James Farrer sostiene que los hombres blancos que viven en China han aumentado el capital sexual derivado de las asociaciones de blancura con modernidad, apertura sexual y movilidad.

## Clase y género
Los estudiosos sugieren que el capital sexual está estrechamente vinculado a la clase social. Groes-Green argumenta que el capital sexual y otras formas de poder corporal se convierten en recursos importantes entre los hombres jóvenes marginados en el sur de África cuando se reduce su acceso al capital económico y al empleo. Groes-Green argumenta además que el surgimiento del capital sexual está vinculado a las relaciones de género, por ejemplo, cuando los hombres jóvenes pobres acumulan capital sexual al mejorar su apariencia y mejorar el desempeño sexual para satisfacer a las parejas femeninas y en competencia con sus compañeros de clase media y mayores llamados 'papás de azúcar'.  De este modo, el capital sexual refuerza la masculinidad frente al desempoderamiento masculino y, a menudo, se desarrolla como una respuesta al conflicto entre las masculinidades hegemónicas y subordinadas.

## Carteras de capital
Debido a que la deseabilidad en un campo sexual puede depender de algo más que el mero atractivo sexual, Green (2014) desarrolla el concepto, cartera de capital, para capturar la combinación particular de capitales que hacen que un individuo o grupo sea más deseable que otros.  Las carteras de capital típicamente involucran una combinación de capital sexual con capitales económicos, culturales y sociales. Como ejemplo, en la medida en que las mujeres, en promedio, valoran los recursos financieros (es decir, el capital económico) en sus parejas masculinas más que el capital sexual, y los hombres valoran el capital sexual más que el capital económico en sus parejas femeninas, por lo que se puede concluir que las mujeres y los hombres heterosexuales buscan carteras de capital distintivas que incluyen un equilibrio diferente de género.

## Otras lecturas
- Michael, Robert T. (2004). «Sexual Capital: An extension of Grossman's concept of health capital». Journal of Health Economics 23 (4): 643-652. PMID 15587691. doi:10.1016/j.jhealeco.2004.04.003.
- Green, Adam Isaiah (2008). «The Social Organization of Desire: The Sexual Fields Approach». Sociological Theory 26: 25-56. doi:10.1111/j.1467-9558.2008.00317.x.
- Martin, John Levi; George, Matt (2006). «Theories of Sexual Stratification: Toward an Analytics of the Sexual Field and a Theory of Sexual Capital». Sociological Theory 24 (2): 107-132. doi:10.1111/j.0735-2751.2006.00284.x.
- Farrer, James C. (2010). «A foreign adventurer's paradise? Interracial sexuality and alien sexual capital in reform era Shanghai». Sexualities 13 (1): 69-95. doi:10.1177/1363460709352726.